# Kristen Hamilton
Kristen Hamilton (* 17. April 1992 in Littleton, Colorado) ist eine US-amerikanische Fußballspielerin, die seit der Saison 2017 bei den North Carolina Courage in der National Women’s Soccer League unter Vertrag steht.

## Karriere
Während ihres Studiums an der University of Denver spielte Hamilton von 2010 bis 2013 für die dortige Universitätsmannschaft der Denver Pioneers und lief parallel dazu im Jahr 2013 bei der W-League-Franchise Colorado Rapids auf, für die sie bei zwölf Einsätzen acht Tore erzielte. Anfang 2014 wurde Hamilton beim College-Draft der NWSL in der vierten Runde an Position 36 von den Flash verpflichtet. Aufgrund einer Kreuzbandverletzung der Spielerin wurde jedoch von einer Aufnahme Hamiltons in den Spielerkader abgesehen. Nachdem sie in der Saisonvorbereitung 2015 abermals bei den Flash mittrainiert hatte, wurde sie mit einjähriger Verzögerung doch fest verpflichtet und gab ihr NWSL-Debüt am 12. April 2015 gegen den Seattle Reign FC als Einwechselspielerin.
Am 3. September 2019 kam sie beim 3:0-Sieg gegen Portugal zu ihrem ersten Länderspiel.

## Erfolge
- 2016: Gewinn der NWSL-Meisterschaft (Western New York Flash)